# Варті
«Варті» — щорічна відзнака, якою компанія «Нова пошта» нагороджує українських волонтерів, благодійні фонди та громадські організації.
Головною метою відзнаки є визнання та вдячність за постійні зусилля українців, спрямовані на підтримку фронту. Інша ціль проєкту — розповісти суспільству, як розвивається та трансформується волонтерський рух в Україні, подякувати людям, які без упину допомагають Україні від початку війни, та підтримати їх.

## Визначення нагороджуваних
Номінантів обирають як самі громадяни, так і організатори за критеріями важливості та обсягу волонтерської діяльності.
Номінувати волонтерів, благодійні фонди та громадські організації може кожен українець на сайті проєкту: varti.nova.group. Частину переможців обирає Гуманітарна пошта України за кількістю відправлених посилок і вагою відправлень з власної бази.

## Історія

### 2022
Вперше відзнака вручалася в 2022 році. Нагороду отримали 30 організацій у 10 категоріях:
- «Регулярна допомога» (фонди, що регулярно співпрацюють з «Гуманітарною поштою України» від 2014 року): БО «Повернись живим», ГО «Народний тил», БФ «Крила Фенікса».
- «Допомога захисницям»: ГО «Землячки».
- «Допомога тваринам»: Гуманістичний рух UAnimals, ГО «Елемент життя».
- «Потужна сила»: Благодійний фонд Сергія Притули, ГО «Аеророзвідка», Фундація Дім Рональда МакДональда в Україні.
- «Гуманітарна допомога»: ГО «Елеос-Україна»
- «Допомога дітям»: БФ «Клуб Добродіїв», БФ «Миру і Добра», БФ «Крила надії».
- «Допомога людям поважного віку»: БФ «Життєлюб», БФ «Онуки».
- «Медична допомога»: БФ «Свої», БФ Андрія Шабанова «Ти не один», Волонтерська сотня «Доброволя», ГО «Ініціатива Е+», Перший добровольчий мобільний шпиталь ім. Миколи Пирогова.
- «Допомога в регіонах»: БФ «Корпорація монстрів» (Одеса), ГО «Зміни Білу Церкву», Волонтерський центр «Квазар» (Львів), ГО «Молодіжний центр Волині» (Луцьк), ГО «Легенда Поділля» (Кам'янець-Подільський).
- «Допомога ЗСУ»: ГО Help Army, «Миротворці України», БФ «Армія SOS», БФ «Мир і Ко».

Також відзнаку отримали 3 волонтери:
- Олена Дьоміна — вчителька з Миколаєва, яка після 24 лютого влаштувала у своїй школі волонтерський штаб, що допомагає родинам переселенців, людям поважного віку та бійцям ЗСУ на миколаївському напрямку.
- Алім Бодня — волонтер із Дніпра, який з 2014 року допомагає українським військовим і цивільному населенню гуманітарними наборами речей для нагальних потреб і смаколиками.
- Артем Марченко — засновник благодійного фонду з Кременчука, який допомагає їжею, інсуліном та засобами гігієни бійцям ЗСУ, родинам переселенців та дітям до 5 років.

Зокрема, відзнаку вручали міністерка соціальної політики України Оксана Жолнович, снайперка ЗСУ Євгенія Емеральд, адвокат і військовослужбовець Масі Найєм, головна редакторка онлайн-видання «Українська правда» Севгіль Мусаєва, головний редактор журналу та сайту «НВ» Віталій Сич, а також співзасновники «Нової пошти» Інна Поперешнюк та Вячеслав Климов.

### 2023
Відзнаку за кількість та вагу відправлень у рамках Гуманітарної Нової пошти отримали 19 благодійних фондів та громадських організацій у 7 номінаціях:
- «Найбільша кількість відправлень на допомогу армії»: ГО «Землячки», ГО «Хелп армії», БО «МБФ «Ангели України».
- «Найбільша кількість відправлень медичної допомоги»: ГО «Ініціатива Е+», ГО «Життя Переможе!», БО «БФ «Лелека-Україна».
- «Найбільша кількість відправлень на допомогу дітям»: БО «БФ «Діти Героїв», БО «Фундація Дім Рональда МакДональда в Україні», БО «БФ «Україна на крилах надії».
- «Найбільша кількість відправлень на допомогу людям старшого віку»: ГО «Задля добрих людей», БО «БФ «Старенькі», БО «БФ «Життєлюб».
- «Найбільша кількість відправлень на допомогу тваринам»: БО «БФ «ЮАенімалс», ГО «Елемент життя», БО «БФ «Юнайтед фор енімалс».
- «Найбільша кількість відправлень серед нових учасників програми Гуманітарної Нової пошти» (фонди та організації, що приєдналися до програми у 2023 році): ГО «Про100 дій», БО «БФ «Долоні милосердя».
- «Найшвидше масштабування»: БО «Україна живе 2022», БО «БФ «280 днів».

На сайті проєкту за 18 днів українці подали 24 361 заявку на номінування волонтерів та організацій, яким хочуть подякувати. За найбільшою кількістю заявок та відповідності критеріям були визначені 12 номінантів, які отримали відзнаку в 6 категоріях:
- «Креативні комунікації»: Василь Байдак, ГО «Белуга ЮА».
- «Технологічність та диджитальність»: ГО «Аеророзвідка», БО «БФ «Поруч».
- «Порятунок та евакуація»: Денис Христов, Олексій Суровцев.
- «Лідер(-ка) фонду / організації»: Артем Марченко, Володимир Штефан.
- «Найстарший(-ша) волонтер(-ка)»: Лідія Сатановська, Раїса Павлюкович.
- «Наймолодший(-ша) волонтер(-ка)»: Вероніка Єлецька, Олександра Рябуха.

Відзнаки під час церемонії, що відбулася в лютому 2024, вручали зокрема: співзасновники «Нової пошти» Інна Поперешнюк та Вячеслав Климов, директорка з управління репутацією Нової пошти Олена Плахова, керівник управління Гуманітарної Нової пошти Георгій Гарькуша, військовослужбовець і фотограф з Азовсталі Дмитро «Орест» Козацький, ветеран бригади «Азов» Владислав «Вікіпедія» Жайворонок, воєнні фотографи Костянтин Ліберов та Влада Ліберова, військовослужбовець 122-ї бригади ТрО ЗСУ Олександр Ляшук та його бойовий котик Шайба, підопічна благодійного фонду «Діти Героїв» Софія Боровик, засновник фонду «Життєлюб» та письменник Гарік Корогодський, блогер Антон Птушкін.